# Stazione di San Filippo-Santa Lucia
La stazione di San Filippo-Santa Lucia era una fermata ferroviaria posta lungo la linea Palermo-Messina che fino al 2000 serviva San Filippo del Mela e Santa Lucia del Mela.

## Storia
La fermata entrò in servizio 20 giugno 1889 insieme al tratto Messina–San Filippo, continuò il suo esercizio fino alla sua chiusura avvenuta nel 2000.

## Strutture e impianti
La fermata disponeva di un fabbricato viaggiatori a un piano e di due binari passanti.